# 弗麗達·達德利·沃德
卡薩·莫里侯爵夫人威妮弗蕾德·梅 (Winifred May, Marquesa de Casa Maury; 1894年7月28日—1983年3月16日)，英國上流社會的社交名流，其第一次婚姻後的名字「弗麗達·達德利·沃德」（Freda Dudley Ward）更廣為人知。並以威爾斯親王愛德華的情人身份而知名，愛德華後來登基，是為英王愛德華八世。

## 生平
弗麗達·達德利·沃德（Freda Dudley Ward）原名威妮弗蕾德·梅·伯金（Winifred May Birkin），是查爾斯·威爾弗雷·伯金上校（Charles Wilfred Birkin）和其美國夫人克萊爾·勞埃德·豪（Claire Lloyd Howe）的第二個孩子，也是其三姊妹中的老大。威妮弗蕾德·梅從1918年起就成為威爾斯親王的情人，直到1923年。在這之後她依然是親王的親密知己，直至1934年親王開始與華裡絲·辛普森交往。
女演員簡·伯金是威妮弗蕾德的遠親——簡是威妮弗蕾德一個比她小很多的表親的大女兒。
弗麗達·伯金有過兩次婚姻。第一次與南安普敦的自民黨國會議員威廉·達德利·沃德閣下（The Right Honourable William Dudley Ward）於1913年7月9日結婚，後於1931年離婚。他們育有兩名女兒。儘管其夫之姓為「沃德」，但「達德利·沃德」的組合最終在日常使用中成為他們的正式姓氏。
她的第二任丈夫是卡薩·莫里侯爵佩德羅·約瑟·依西多·曼紐爾·理卡多·莫內（Pedro Jose Isidro Manuel Ricardo Mones）。他們於1937年10月20日結婚，後於1954年離婚。自1938年起，侯爵伉儷定居倫敦西北美達谷的漢密爾頓排屋第58號，一座由建築師伯耐特、泰特和洛恩所建造的房子。
（與第一任丈夫的）後代：
潘妮洛普·安·瑞秋·達德利·沃德（Penelope Ann Rachel Dudley Ward）（1914–1982），演員，暱稱「佩比」。她首先於1939年與安東尼·佩利西埃（Anthony Pelissier）結婚，並於1944年離婚。二人育有一女。其後於1948年與電影導演卡洛·李爵士（Carol Reed）結婚，成為「李夫人」。二人育有一子。「佩比」長女翠西·李（Tracy Reed）（生於1942年，原名克萊爾·佩利西埃〔Clare Pelissier〕），女演員，為愛德華·福克斯（Edward Fox）的第一任妻子，二人育有一女。
克萊爾·安潔拉·露易絲·達德利·沃德（Claire Angela Louise Dudley Ward）（1916–1999），暱稱「安吉」。於1935年與英國突擊隊領袖、少將羅伯特·萊科克爵士（Robert Laycock）結婚，是為「萊科克夫人」。二人育有後代五人，二子三女。

## 註解
1. ↑  Lundy, Darryl. . The Peerage. 15 March 2005  [2014-01-03]. （原始内容存档于2022-01-25）. 外部链接存在于|publisher= (帮助)[來源可靠？]
2. ↑  Anonymous.  Obituary for her cousin Bindy Lambton, or the former Countess of Durham, published in The Daily Telegraph on 18 February 2003.  （页面存档备份，存于）
3. ↑  Philip Ziegler King Edward VIII: The Official Biography (Collins, London, 1990) p.94-100.
4. ↑  . Dictionary of Scottish Architects.   [2008-11-20]. （原始内容存档于2021-03-02）.
5. ↑  Anonymous. Obituary for her cousin Bindy Lambton, or the former Countess of Durham, published in The Daily Telegraph on 18 February 2003.  （页面存档备份，存于）
6. ↑  Lundy, Darryl. . The Peerage. 11 September 2006  [2014-01-03]. （原始内容存档于2022-05-17）. 外部链接存在于|publisher= (帮助)[來源可靠？]
7. ↑  Ibid.
8. ↑  Information on death date from Lundy, Darryl. . The Peerage.   [2014-01-03]. （原始内容存档于2022-04-04）. 外部链接存在于|publisher= (帮助)[來源可靠？], retrieved 14 December 2007.

## 引用源
- Burke's Peerage and Baronetage 107th Edition Volume III Burke's Peerage - Preview Family Record （页面存档备份，存于） at www.burkes-peerage.net]
- King of Fools by John Parker
- Lundy, Darryl. . The Peerage.   [2014-01-03]. （原始内容存档于2021-11-21）. 外部链接存在于|publisher= (帮助)[來源可靠？]